# Вром
Вром (њем. Wrohm) општина је у њемачкој савезној држави Шлезвиг-Холштајн. Једно је од 115 општинских средишта округа Дитмаршен. Према процјени из 2010. у општини је живјело 707 становника. Посједује регионалну шифру (AGS) 1051136.

## Географски и демографски подаци
Вром се налази у савезној држави Шлезвиг-Холштајн у округу Дитмаршен. Општина се налази на надморској висини од 5 метара. Површина општине износи 11,4 km². У самом мјесту је, према процјени из 2010. године, живјело 707 становника. Просјечна густина становништва износи 62 становника/km².